# Jan Braun
Jan Nepomucen Józef Braun (ur. 15 maja 1926 w Łodzi, zm. 29 czerwca 2015) – polski sumerolog i kartwelolog, przez lata związany z Zakładem Wschodu Starożytnego Wydziału Orientalistycznego Uniwersytetu Warszawskiego. Dr hab. nauk humanistycznych o specjalności językoznawstwo ogólne i porównawcze.

## Rodzina

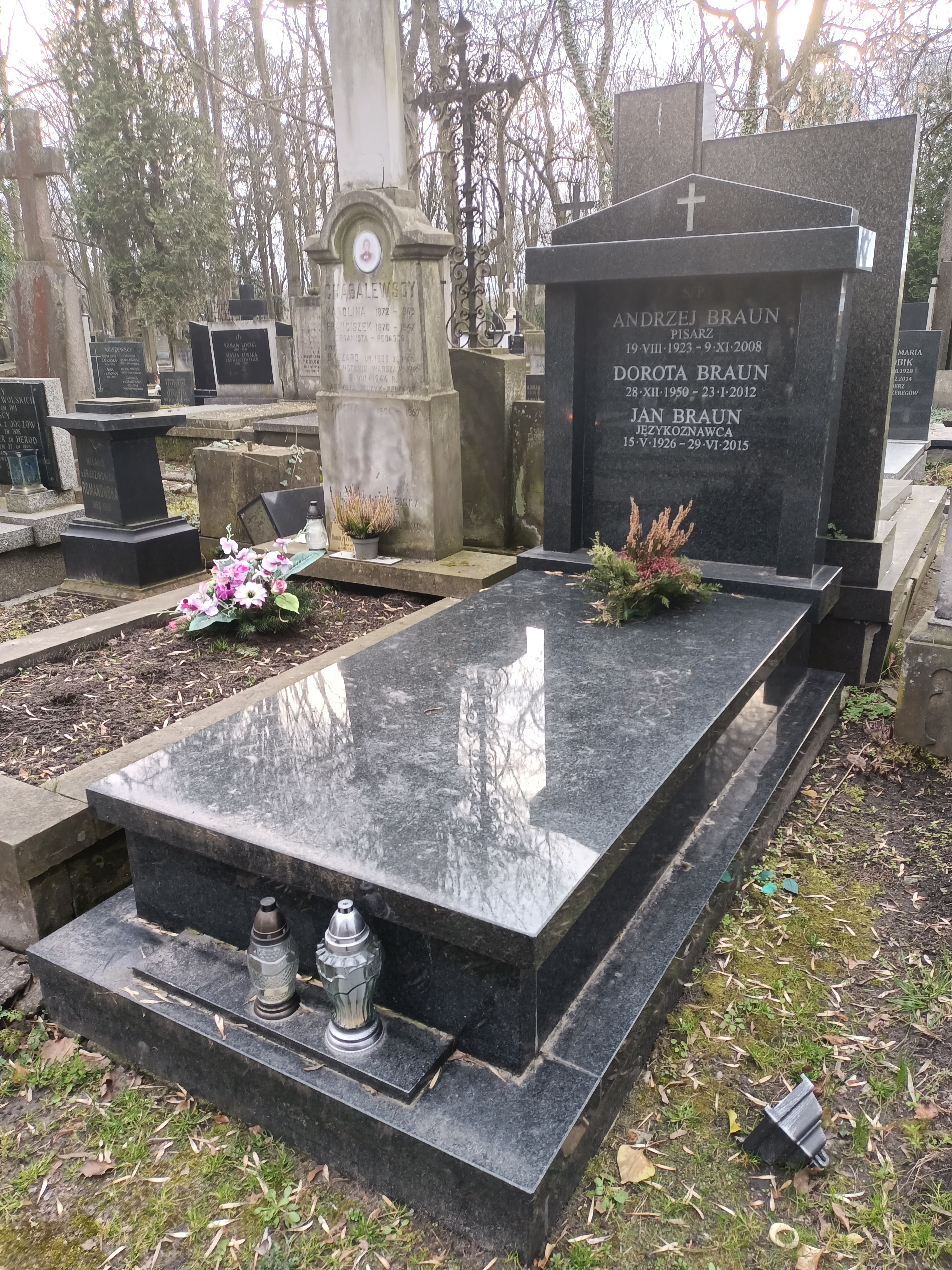
Grób Andrzeja i Jana Braunów na Cmentarzu Powązkowskim

Był najmłodszym synem Jana Tymoteusza Brauna, nauczyciela, wieloletniego kierownika Publicznej Szkoły Powszechnej nr 30 (w latach 1926–1939), i Anny z Żylińskich. Miał siostrę Michalinę Annę Wisłocką, lekarkę i seksuolog, oraz starszego brata Andrzeja, poetę i pisarza.

## Edukacja
W latach 1933–1939 uczęszczał do Publicznej Szkoły Powszechnej nr 30 im. św. Stanisława Kostki w Łodzi. Od 15 września 1939 do 10 grudnia 1939 uczęszczał do Państwowego Gimnazjum Męskiego nr 38 im. S. Żeromskiego w Łodzi. Edukację przerwał wybuch wojny i przymusowe wysiedlenie całej rodziny Braunów do Generalnego Gubernatorstwa. W okresie okupacji uczył się sam i pod kierunkiem ojca, zaangażowanego w tajne nauczanie. W kwietniu 1945 r. powrócił wraz z rodziną do Łodzi i zapisał się do 3 klasy Trzeciego Państwowego Gimnazjum i Liceum im. S. Żeromskiego w Łodzi. W ciągu dwóch lat ukończył 3 i 4 klasę gimnazjum i 2 klasy licealne typu humanistycznego. Świadectwo dojrzałości otrzymał 22 lutego 1947 r.
W 1947 r. rozpoczął studia filologii klasycznej i archeologii klasycznej w Uniwersytecie Łódzkim. Studiował archeologię klasyczną pod kierunkiem prof. Rajmunda Gostkowskiego, język łaciński pod kierunkiem prof. Jerzego Schnaydera, język grecki u doc. dra Mariana Goliasa.
10 października 1951 r. obronił pracę magisterską Etnogeneza Etrusków w świetle badań archeologicznych. Promotorem zastępczym był prof. Konrad Jażdżewski. Wkrótce potem został wysłany na aspiranturę do Związku Radzieckiego. Aspiranturę odbywał w Gruzji w latach 1951–1955. Zdobył wtedy gruntowną wiedzę w zakresie języka gruzińskiego i innych języków kartwelskich, a także o wymarłych językach starożytnego Bliskiego Wschodu.
Był członkiem Komitetu Nauk Orientalistycznych PAN.

## Stopnie naukowe
W 1951 r. otrzymał stopień magistra filozofii w zakresie archeologii klasycznej. W 1991 przyznano mu stopień doktora habilitowanego, a od 1995 r. pracował na stanowisku profesora w Instytucie Orientalistycznym Uniwersytetu Warszawskiego.

## Badania naukowe
- Kartwelistyka.
- Baskologia.
- Sumerologia.

Znany jest głównie ze swych badań nad pochodzeniem języka sumeryjskiego, który wiąże z tybeto-birmańską grupą chińsko-tybetańskiej rodziny językowej (Sumerian and Tibeto-Burman, Warszawa 2001; Sumerian and Tibeto-Burman. Additional Studies, Warszawa 2004). Jest autorem większości haseł Wielkiej Encyklopedii Powszechnej PWN z zakresu sumerologii.

## Nagrody i odznaczenia
W 2014 roku otrzymał Nagrodę im. św. Grzegorza Peradze.